# Cordillera Lonquimay
La cordillera Lonquimay es un cordón de montañoso que alcanza hasta los 1840 m de altitud situado entre la parte inferior del valle homónimo y el cajón de Lolen de la ribera oeste del curso superior del río Biobío, en la Región de La Araucanía.: 502 